# Massimo Mirani
Massimo Mirani (7 settembre 1943) è un attore e drammaturgo italiano.

## Biografia
Massimo Mirani esordisce alla fine degli anni sessanta portando in scena varie opere teatrali, protagonista a Teatro Uomo, Teatro dell'Elfo, Teatro Stabile dell'Aquila e altri. Al cinema e alla televisione, esordisce intorno alla metà degli anni settanta anche se rimane relegato per un certo periodo al genere poliziottesco, molto in voga in quegli anni.
Dagli anni ottanta si alterna tra drammi e commedie, ma è maggiormente ricordato per i ruoli legati al genere poliziesco; probabilmente aiutato anche da un volto leggermente "sinistro" e da una corporatura esile, i ruoli affidatogli sono stati spesso quello del malvivente o dello psicopatico, come il Sergio Conforti del film Il commissario di ferro.
Un suo ruolo importante è stato quello di "Gavino" in Milano violenta, in cui era un rapinatore che finisce per essere ucciso dai suoi stessi complici. Nel 1989 partecipa a La piovra 4; altro ruolo importante nella fiction L'avvocato Porta, in cui interpreta Zanetti l'imbalsamatore. È stato diretto da registi quali Ermanno Olmi, Dario Fo, Gabriele Salvatores, Valentino Orsini, Carlo Lizzani, Gigi Magni e altri, e ha lavorato con attrici come  Mariangela Melato, Virna Lisi, Ornella Muti e attori come Nino Manfredi, Gigi Proietti, Lando Buzzanca, Renato Pozzetto e Adriano Celentano.
Nel 2014 è protagonista e autore di un testo teatrale dal titolo Non per vantarmi ma avevo capito tutto, monologo su Pier Paolo Pasolini.

## Filmografia

### Cinema
- La circostanza, regia di Ermanno Olmi (1974)
- Milano violenta, regia di Mario Caiano (1976)
- La malavita attacca... la polizia risponde!, regia di Mario Caiano (1977)
- Il commissario di ferro, regia di Stelvio Massi (1978)
- Sbirro, la tua legge è lenta... la mia... no!, regia di Stelvio Massi (1979)
- Uomini e no, regia di Valentino Orsini (1980)
- Il bisbetico domato, regia di Castellano e Pipolo (1980)
- Un povero ricco, regia di Pasquale Festa Campanile (1983)
- Una notte di pioggia, regia di Romeo Costantini (1984)
- Infelici e contenti, regia di Neri Parenti (1992)
- Il partigiano Johnny, regia di Guido Chiesa (2000)
- I cavalieri che fecero l'impresa, regia di Pupi Avati (2001)
- Bimba - È clonata una stella, regia di Sabina Guzzanti (2001)
- La stranezza, regia di Roberto Andò (2022)

### Televisione
- Un uomo curioso, regia di Dino Bartolo Patersano (1975)
- Settimo: ruba un po' meno, regia di Dario Fo (1975)
- Irma la dolce, regia di Vito Molinari (1980)
- Storia di Anna, regia di Salvatore Nocita (1980)
- Poco a poco, regia di Alberto Sironi (1980)
- Ciro e Anna, regia di Mario Caiano (1981)
- I ragazzi di celluloide 2, regia di Sergio Sollima (1982)
- Il riscatto, regia di Mario Caiano (1982)
- Quei trentasei gradini, regia di Luigi Perelli (1984)
- Il caso Renzi-Aristarco, regia di Pino Passalacqua (1984)
- A viso coperto, regia di Gianfranco Albano (1985)
- Se un giorno busserai alla mia porta, regia di Luigi Perelli (1986)
- Un'isola, regia di Carlo Lizzani (1986)
- Mino - Il piccolo alpino, regia di Gianfranco Albano (1986)
- Quattro storie di donne, episodio Emma, regia di Carlo Lizzani (1988)
- La piovra 4, regia di Luigi Perelli (1989)
- L'ultima partita, regia di Gianni Lepre (1989)
- La cosa, regia di Giovanni Ribet (1990)
- Contro ogni volontà, regi di Pino Passalacqua (1991)
- Arriva la banda, regia di Vincenzo Verdecchi (1991)
- Cara Italia, regia di Giovanni Ribet (1992)
- L'avvocato Porta, regia di Franco Giraldi (1997)
- Le ali della vita, regia di Stefano Reali (2000)
- La squadra, registi vari (2002)
- La notte di Pasquino, regia di Luigi Magni (2003)
- Camera Café, registi vari (2005)
- Crimini, 1ª stagione, episodio 4, regia di Monica Strambini (2006)
- Masantonio - Sezione scomparsi, regia di Fabio Mollo - serie TV, episodio 1x08 (2021)
- La sposa, regia di Giacomo Campiotti - miniserie TV (2021)

## Teatro

### Attore
- Adriano Zacharia's, regia di Virgilio Bardella. Teatro Uomo di Milano (1969)
- I Persiani di Eschilo, regia di Virgilio Bardella. Teatro Uomo di Milano (1970)
- Il cimitero delle macchine, regia di Virgilio Bardella. Teatro Uomo di Milano (1971)
- Mistero buffo di Dario Fo, regia di Virgilio Bardella. Teatro Uomo di Milano (1972)
- Il 29 luglio, regia di Virgilio Bardella. Teatro Uomo di Milano (1973)
- Grand Guignol, regia di Virgilio Bardella. Teatro Uomo di Milano (1975)
- Ratatata sinfonia in nero, regia di Carlo Formigoni. Teatro del Sole di Milano (1976)
- Dracula il vampiro, regia di Gabriele Salvatores. Teatro dell'Elfo di Milano (1980)
- Roscild e Morgan, regia di Alberto Gozzi. Teatro Stabile dell'Aquila (1982)
- Rocambole, regia di Dante Guardamagna. Teatro Stabile dell'Aquila (1983)
- Edipo a Hiroshima, regia di Giorgio Mattioli, produzione di Garinei e Mattioli (1986)
- Italia Germania 4 a 3, regia di Massimo Navone, produzione Sebastiano Calabrò. Teatro Ariston di Sanremo. Sala Umberto di Roma) (1990)
- Caravaggio - Teatro La Ringhiera, regia di Franco Molè (1991)
- Rappresentazione di Santo Giovanni et Paulo - Teatro La Ringhiera, regia di Franco Molè (Olimpico di Vicenza) (1993)
- Nerazzurro - L'allegra brigata, regia di Massimo Milazzo (1994)
- Te lo do io l'attore - Clown selvaggio, regia di Benedetto Tudino (Massenzio/Estate Romana) (1995)
- Veleno a teatro - ATM, regia di Gianni Pulone (1995)
- Quanto sei bella Carlotta - Produzione Laura Troschel, regia di Franco Molè (1996)
- Il codice di Perelà - Centro Studi Enrico Maria Salerno, regia di Fabio Cavalli (1997)
- Drakul Bazar - Teatro dell'Orologio Roma, regia di Lorenzo Terranera (1997)
- L'isola dei fratelli - Centro Studi Enrico Maria Salerno, regia di Fabio Cavalli (1997)
- Medea di Euripide, regia di Lucio Castagneri (1997)
- I dadi di Temi - Adramelek Theater, regia di Giuliana Adezio (2008)
- La ballata di Za La mort - Teatri Soratte, regia di Fabio Galadini (2009)
- Un amore di marmo - Capsa Service, regia di Daria Veronese (2012)
- Testaccio spara - Duse Teatro Roma, regia di Sandro Torella (2013)
- Non per vantarmi ma avevo capito tutto. Pasolini - Capsa Service, regia di Daria Veronese (2013)
- Il dono di Hitler - Capsa Service, regia di Daria Veronese (2014)
- Gli spettri - Duse Teatro, regia di Sandro Torella (2014)
- Medea Redux - Duse Teatro, regia di Sandro Torella (2015)
- Le faremo sapere - Capsa Service, regia di Daria Veronese (2016)
- Una favola da asporto - Capsa Service, regia di Daria Veronese (2016)
- Babà musica - Capsa Service, regia di Daria Veronese (2017)
- Keith! - Capsa Service e Ar.ma Teatro, regia di Daria Veronese (2019)
- Dritto al cuore Duse Teatro, Regia di Sandro Torella (2024)

### Autore
- Nerazzurro (1994)
- Quanto sei bella Carlotta (1996)
- Drakul Bazar (1997)
- La ballata di Za la mort (2009)
- Testaccio spara (2013)
- Non per vantarmi ma avevo capito tutto - Pasolini (2013)
- Le faremo sapere (2016)
- Una favola da asporto (2016)
- Keith! (2019)
- Dritto al cuore (2024)